# 渡辺融 (官僚)

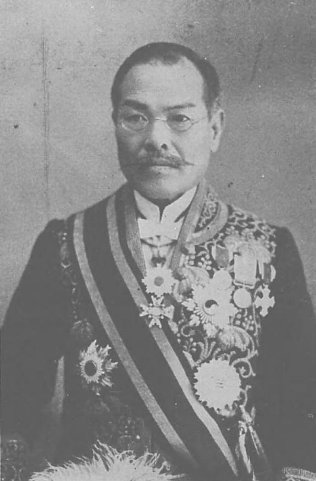
渡辺融

渡辺 融（わたなべ ゆずる、1844年10月17日（天保15年9月6日） - 1924年（大正13年）1月4日）は、日本の裁判官、検察官、内務官僚。官選県知事、錦鶏間祗候。

## 経歴
肥後国出身。熊本藩士・渡辺藤太の長男として生まれ、祖父・渡辺才右衛門の後を継いだ。
明治5年（1872年）熊本県一等出仕となる。1973年2月、白川県少属に就任。さらに熊本県権中属となる。その後、判事に転じ、熊本区裁判所長、中津区裁判所長を歴任。そして検事となり、高知地方裁判所検事、岐阜地方裁判所検事、名古屋地方裁判所検事を歴任。1890年、安濃津地方裁判所検事正に就任。以後、名古屋地方裁判所検事正、横浜地方裁判所検事正を歴任。1897年12月、農商務省山林局長に就任。1898年7月5日、依願免本官となり退官。
1900年1月、高知県知事に登用された。無理な土木事業等を進めず、教育行政に注力し、中学校の増設を行った。1903年6月、山口県知事に転任。1912年6月、知事を辞職し退官した。同年7月12日、錦鶏間祗候を仰せ付けられた。

## 栄典・授章・授賞
位階
- 1897年（明治30年）12月28日 - 正五位[9]
- 1910年（明治43年）3月22日 - 従三位[10]

勲章等
- 1889年（明治22年）11月29日 - 大日本帝国憲法発布記念章[11]
- 1906年（明治39年）4月1日 - 明治三十七八年従軍記章[12]